# Campeonato Mundial Femenino de Balonmano de 1986
El IX Campeonato Mundial de Balonmano Femenino se celebró en los Países Bajos entre el 4 y el 14 de diciembre de 1986, bajo la organización de la Federación Internacional de Balonmano (IHF) y la Federación Neerlandesa de Balonmano.

## Equipos participantes
| Grupo A         | Grupo B        | Grupo C        | Grupo D       |
| --------------- | -------------- | -------------- | ------------- |
| Austria         | R.D.A.         | Checoslovaquia | R.F.A.        |
| Polonia         | Hungría        | China          | Corea del Sur |
| Unión Soviética | Países Bajos   | Japón          | Francia       |
| Yugoslavia      | Estados Unidos | Noruega        | Rumania       |

## Primera fase

### Grupo A
| Equipo          | J | G | E | P | G+ | G- | DG  | PTS |
| --------------- | - | - | - | - | -- | -- | --- | --- |
| Unión Soviética | 3 | 2 | 1 | 0 | 68 | 44 | +24 | 5   |
| Yugoslavia      | 3 | 2 | 1 | 0 | 63 | 43 | +20 | 5   |
| Austria         | 3 | 1 | 0 | 2 | 47 | 69 | -22 | 2   |
| Polonia         | 3 | 0 | 0 | 3 | 45 | 67 | -22 | 0   |

### Grupo B
| Equipo         | J | G | E | P | G+ | G- | DG  | PTS |
| -------------- | - | - | - | - | -- | -- | --- | --- |
| R.D.A.         | 3 | 2 | 1 | 0 | 71 | 39 | +32 | 5   |
| Hungría        | 3 | 2 | 1 | 0 | 65 | 48 | +17 | 5   |
| Países Bajos   | 3 | 1 | 0 | 2 | 55 | 72 | -17 | 2   |
| Estados Unidos | 3 | 0 | 0 | 3 | 39 | 71 | -32 | 0   |

### Grupo C
| Equipo         | J | G | E | P | G+ | G- | DG  | PTS |
| -------------- | - | - | - | - | -- | -- | --- | --- |
| Noruega        | 3 | 2 | 0 | 1 | 79 | 55 | +24 | 4   |
| Checoslovaquia | 3 | 2 | 0 | 1 | 68 | 61 | +7  | 4   |
| China          | 3 | 1 | 1 | 1 | 57 | 66 | -9  | 3   |
| Japón          | 3 | 0 | 1 | 2 | 55 | 77 | -22 | 1   |

### Grupo D
| Equipo        | J | G | E | P | G+ | G- | DG  | PTS |
| ------------- | - | - | - | - | -- | -- | --- | --- |
| Rumania       | 3 | 3 | 0 | 0 | 74 | 51 | +23 | 6   |
| R.F.A.        | 3 | 2 | 0 | 1 | 66 | 55 | +11 | 4   |
| Corea del Sur | 3 | 1 | 0 | 2 | 65 | 60 | +5  | 2   |
| Francia       | 3 | 0 | 0 | 3 | 36 | 75 | -39 | 0   |

## Segunda fase

### Grupo I
| Equipo          | J | G | E | P | G+  | G-  | DG  | PTS |
| --------------- | - | - | - | - | --- | --- | --- | --- |
| Unión Soviética | 5 | 4 | 1 | 0 | 114 | 81  | +33 | 9   |
| R.D.A.          | 5 | 3 | 1 | 1 | 117 | 93  | +24 | 7   |
| Yugoslavia      | 5 | 3 | 1 | 1 | 99  | 89  | +10 | 7   |
| Hungría         | 5 | 2 | 1 | 2 | 93  | 90  | +3  | 5   |
| Países Bajos    | 5 | 1 | 0 | 4 | 92  | 124 | -32 | 2   |
| Austria         | 5 | 0 | 0 | 5 | 85  | 123 | -38 | 0   |

### Grupo II
| Equipo         | J | G | E | P | G+  | G-  | DG  | PTS |
| -------------- | - | - | - | - | --- | --- | --- | --- |
| Checoslovaquia | 5 | 4 | 0 | 1 | 111 | 101 | +10 | 8   |
| Noruega        | 5 | 3 | 1 | 1 | 117 | 90  | +27 | 7   |
| Rumania        | 5 | 3 | 1 | 1 | 123 | 112 | +11 | 7   |
| R.F.A.         | 5 | 2 | 0 | 3 | 93  | 96  | -3  | 4   |
| China          | 5 | 1 | 1 | 3 | 108 | 118 | -10 | 3   |
| Corea del Sur  | 5 | 0 | 1 | 4 | 96  | 123 | -27 | 1   |

### Fase final

#### 3º / 4º puesto
| Fecha          | Partido | Partido | Partido | Resultado |
| -------------- | ------- | ------- | ------- | --------- |
| 14 / 12 / 1986 | R.D.A.  | -       | Noruega | 19 - 23   |

#### Final
| Fecha          | Partido         | Partido | Partido        | Resultado |
| -------------- | --------------- | ------- | -------------- | --------- |
| 14 / 12 / 1986 | Unión Soviética | -       | Checoslovaquia | 30 - 22   |

## Medallero
|                 |                |         |
| Unión Soviética | Checoslovaquia | Noruega |

## Estadísticas

### Clasificación general
| 1. Unión Soviética               |
| 2. Checoslovaquia                |
| 3. Noruega                       |
| 4. República Democrática Alemana |
| 5. Rumania                       |
| 6. Yugoslavia                    |
| 7. Alemania Occidental           |
| 8. Hungría                       |
| 9. China                         |
| 10. Países Bajos                 |
| 11. Corea del Sur                |
| 12. Austria                      |
| 13. Polonia                      |
| 14. Japón                        |
| 15. Francia                      |
| 16. Estados Unidos               |

Esto va para el profesor leonardo cruz de la arboleda esto no nos sirve para nada solo para gastar plata